# Prunus gideonii
Prunus gideonii är en rosväxtart som beskrevs av W. Takeuchi. Prunus gideonii ingår i släktet prunusar, och familjen rosväxter. Inga underarter finns listade i Catalogue of Life.